# ОШ „Дринка Павловић” Куршумлија
ОШ „Дринка Павловић” у Куршумлији је једна од установа основног образовања на територији општине Куршумлија. Носи име по Дринки Павловић, учитељици и учесници Народноослободилачке борбе и народном хероју.
Настава се одвија у матичној школи и у издвојеним осморазредним одељењима у Грабовници и Косаничкој Рачи, као и у четвороразредним одељењима у: Богујевцу, Мердару, Рудару, Пролом Бањи и Куршумлијској Бањи.
У матичној школи настава се одвија у две смене, пре и после подне, а у периоду од месец дана врши се замена смена, у складу са законским одредбама. У издвојеним одељењима настава се одвија само пре подне.
Матична школа располаже са 24 класичне учионице, кабинетима за хемију и физику, биологију, информатику и рачунарство, историју и географију, музичку и ликовну културу, мултимедијалном ичионицом, библиотеком, фискултурном салом, ђачком кухињом, књижаром, зубном ординацијом и учионицом музичке школе, канцеларијом за наставнике, просторијама за управу школе, администрацију, стручне сараднике, помоћно особље и спортски терен у оквиру школског дворишта. 
Страни језици који се уче у школи су енглески и руски језик. У склопу ваннаставних активности организован је рад секција: ликовна, географска и биолошка секција.